# Caroline Anne Southey
Caroline Anne Southey, född Bowles 1786 i Lymington, död 1854, var en engelsk poet och andra hustru till Robert Southey. 
Caroline Anne Southey var dotter till en kapten i engelska flottan.  Hon dedicerade ett poem, Ellen Fitzarthur, till Robert Southey, vilket blev inledningen till en vänskap. De planerade en gemensam dikt om Robin Hood, men projektet genomfördes aldrig. Hon blev däremot hans hustru då han gifte om sig efter att ha blivit änkling. Hon författade flera andra verk, bland andra Chapters on Churchyards och Tales of the Factories.